# Domsyra
Domsyra är en aminosyra och ett nervgift. Namnet kommer av det japanska ordet domoi som betyder sjögräs, till följd av det första gången isolerades i Japan (1958) från algen Chondria armata. Domsyra binds till glutamatreceptorer vilket leder till att dessa blir överaktiverade. Detta skadar neuroner vilket skapar permanenta hjärnskador eller i ovanligare leder till döden.
Flera olika marina alger kan bilda domsyra och det kan föras över till människan genom fisk och skaldjur. Bland dessa alger finns kiselalger tillhörande släktet Pseudo-nitzschia.